# Rigny-le-Ferron
Rigny-le-Ferron é uma comuna francesa na região administrativa de Grande Leste, no departamento de Aube. Estende-se por uma área de 19,05 km². Em 2010 a comuna tinha 346 habitantes (densidade: 18,2 hab./km²).